# Heather O'Rourke
Heather O'Rourke (n. 27 decembrie 1975, San Diego, California, SUA – d. 1 februarie 1988, San Diego, California, SUA) a fost un copil-actor american, cunoscută în special pentru rolul Carol Anne din trilogia Poltergeist.